# Rosemary McKenna

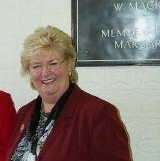
Rosemary McKenna

Rosemary McKenna CBE (* 8. Mai 1941 in Renfrewshire) ist eine schottische Politikerin.

## Leben
McKenna wurde in der Region Renfrewshire geboren, wuchs jedoch in Glasgow auf. Sie besuchte die St Augustine’s Comprehensive School und war im Anschluss sieben Jahre lang als Sekretärin tätig. McKenna wechselte dann an das Notre Dame College of Education, wo sie sich zur Lehrerin ausbilden ließ. In diesem Beruf war sie dann für zwanzig Jahre tätig.
McKenna ist Trägerin des Order of the British Empire im Range eines Commanders.

## Politischer Werdegang
Von 1984 bis 1996 vertrat McKenna die Labour Party im Stadtrat von Cumbernauld und fungierte für mehrere Jahre als Ratspräsidentin. Innerhalb der Labour Party war sie Mitglied des Gremiums, welches über die Aufstellung der Labour-Kandidaten in den einzelnen Wahlkreisen entscheidet. Sie gilt als Befürworterin der britischen Devolution und sprach sich deutlich für die Einführung des schottischen Parlaments aus. Auf politischer Ebene setzte sie sich häufig mit der SNP auseinander.
Nachdem Norman Hogg, der noch im selben Jahr zum Baron Hogg of Cumbernauld erhoben wurde, zu den Unterhauswahlen 1997 nicht mehr antrat, wurde McKenna als dessen Nachfolgerin im Wahlkreis Cumbernauld and Kilsyth bestimmt. Mit einem Stimmenanteil von 58,7 % gewann sie das Mandat deutlich und zog in der Folge erstmals in das britische Unterhaus ein. Bereits 1999 erhielt McKenna eine Position als Parliamentary Private Secretary im Foreign Office. Bei den folgenden Unterhauswahlen 2001 verteidigte McKenna ihr Mandat.
Zum Ende der Wahlperiode wurde McKennas Wahlkreis im Zuge der Wahlkreisreform aufgelöst. Zu den Unterhauswahlen 2005 bewarb sie sich deshalb um das Mandat des neugeschaffenen Wahlkreises Cumbernauld, Kilsyth and Kirkintilloch East, in dem weite Teile ihres vormaligen Wahlkreises aufgegangen waren. McKenna gewann das Mandat deutlich. Zu den folgenden Unterhauswahlen 2010 trat McKenna nicht mehr an. Ihr Nachfolger, Gregg McClymont, hielt das Mandat für die Labour Party.